# Uniwersytet Albrechta w Królewcu

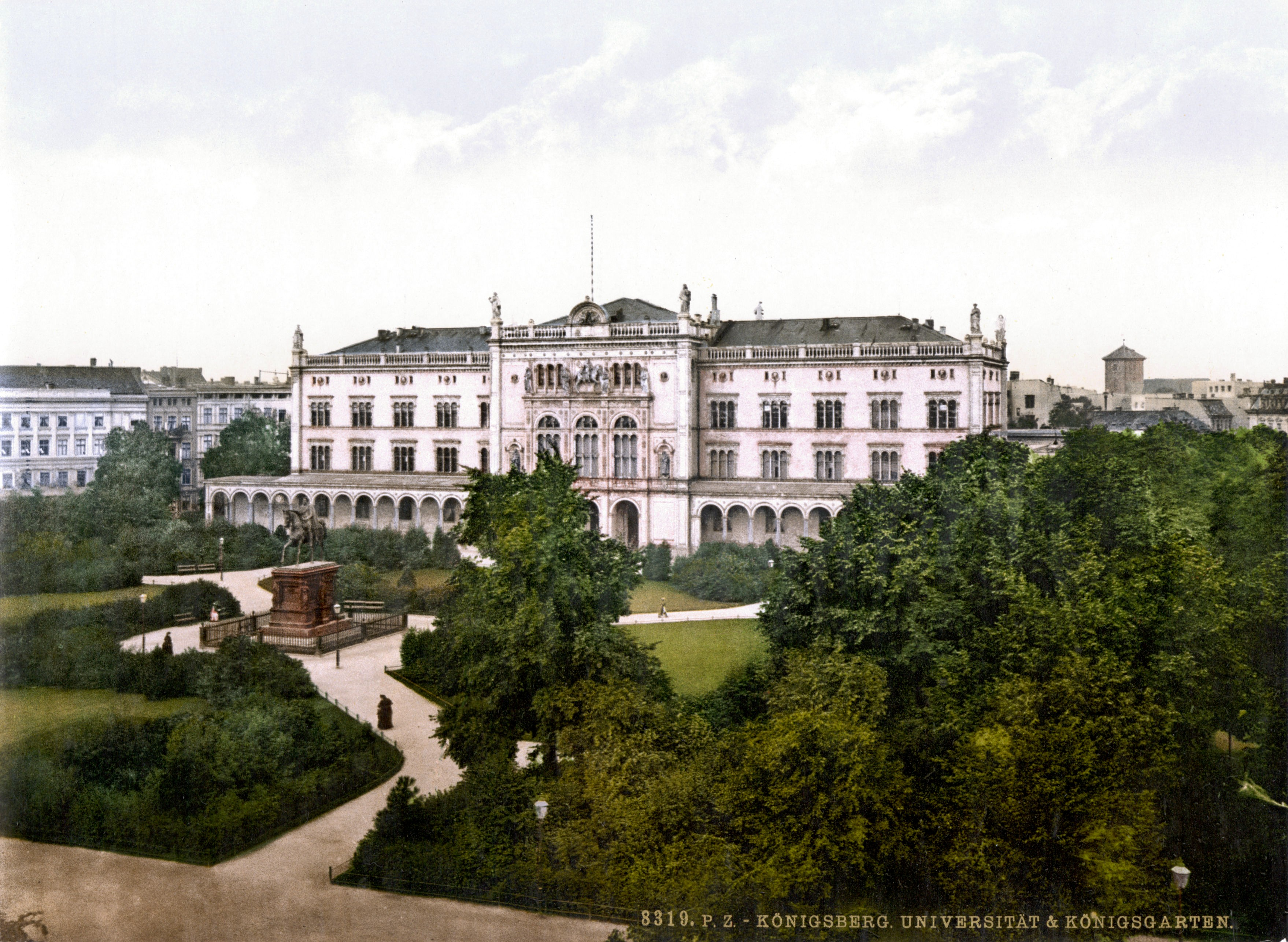
Uniwersytet Albrechta w Królewcu (kartka pocztowa z XIX wieku)

Uniwersytet Albrechta w Królewcu, Uniwersytet Alberta w Królewcu, zwyczajowo Albertyna lub Albertina (niem. Albertus-Universität Königsberg) – uniwersytet w Królewcu, istniejący w latach 1544–1945, jedyny uniwersytet w Księstwie Pruskim i jeden z najważniejszych w I Rzeczypospolitej. Po oderwaniu Prus od Polski (w 1657 roku) Albertyna pozostała największym ośrodkiem akademickim w Prusach Wschodnich do końca ich istnienia.
Obecnie do tradycji Albertyny odwołuje się Bałtycki Uniwersytet Federalny im. Immanuela Kanta w Królewcu.

## Powstanie uniwersytetu
Królewiecki uniwersytet zawdzięcza swą nazwę Albrechtowi Hohenzollernowi – pierwszemu władcy Prus Książęcych. Celem, jaki stawiał książę Albrecht przed uniwersytetem, było szerzenie „czystej ewangelii” wewnątrz księstwa i w całej Rzeczypospolitej, dostarczenie państwu kadry urzędniczej, nauczycieli, lekarzy oraz ogólne szerzenie oświaty i kultury humanistycznej.
W 1539 książę polecił stanom pruskim znalezienie funduszy na utrzymanie szkoły. Brano pod uwagę kilka lokalizacji: Nidzica, Zalewo, Welawa. Ostatecznie w 1542 założono w Królewcu (dokładnie w Knipawie) szkołę partykularną, która miała przygotowywać uczniów do studiów uniwersyteckich. W celu podniesienia rangi protestanckiej szkoły 20 lipca 1544 Albrecht uroczystym aktem ufundował w jej miejsce uniwersytet, rozsyłając zaraz po tym stosowną proklamację do kilku państw, w tym Polski, Danii, Szwecji i do krajów niemieckich. 17 sierpnia 1544 nastąpiło poświęcenie uczelni i objęcie rządów przez pierwszego rektora Albertyna, Georgiusa Sabinusa, który dwukrotnie piastował ten urząd. Dotychczasowa szkoła partykularna została przekształcona w pedagogium, a jej zamknięcie nastąpiło w 1617.
W proklamacji Albrecht zapowiedział, że uczelnia będzie nadawała stopnie naukowe, ale nie posiadała ona odpowiedniego przywileju ani od Stolicy Apostolskiej (papież nie widział interesu w popieraniu protestanckiego uniwersytetu), ani od cesarza Niemiec (Albrecht po sekularyzacji zakonu krzyżackiego został w Niemczech banitą). Pełne uprawnienia uniwersyteckie i tym samym możliwość nadawania stopni naukowych uznawanych w całym świecie chrześcijańskim nadał Albertynie (na prośbę księcia Albrechta) król Polski Zygmunt August, który 28 marca 1560 obdarzył uczelnię takimi samymi przywilejami, jakie posiadała Akademia Krakowska.

## Polacy na uczelni
Wśród pierwszych profesorów uczelni byli Abraham Kulwieć, wykładowca greki i hebrajskiego, oraz Stanisław Rafajłowicz, wykładowca teologii (nie znał niemieckiego, wykłady odbywały się po łacinie). Astronomii nauczał Maciej Menius, profesor matematyki w gdańskim gimnazjum, który w Królewcu wydał w 1584 książkę Themata de circulis Spherae Materialis. Wykładał tu także luterański teolog Hieronim Malecki. Przez 24 lata rektorem uczelni był Celestyn Myślenta.
Wśród pierwszych studiujących tu znanych Polaków byli Bieniasz Budny, Erazm Gliczner, Marcin Kwiatkowski, Jan Kochanowski, Piotr Kochanowski, Andrzej Kochanowski, Jan i Jakub Niemojewscy, Stanisław Sarnicki.
Jednym z ważniejszych celów Uniwersytetu Albrechta w Królewcu było kształcenie duchownych protestanckich; od 1728 istniało tam polskie seminarium ewangelickie, które działało aż do lat 30. XX wieku i wykształciło wielu pastorów, zasłużonych dla krzewienia oświaty i kultury polskiej, między innymi Krzysztofa Celestyna Mrongowiusza, Gustawa Gizewiusza, Władysława Semadeniego. Na uczelni działali też Jerzy Olech, Marcin Gregor, Herman Pełka, August Grzybowski.